# Glen of Imaal terrier
El Glen of Imaal Terrier és una raça de gos del grup dels terriers i una de les quatre varietats irlandeses de terriers.

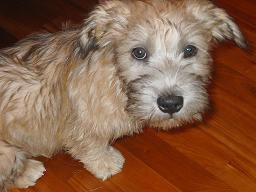
Cadell de Glen of Imaal Terrier

També se'l coneix com a Irish Glen of Imaal Terrier i Wicklow Terrier, i es tracta d'una raça poc comuna. Originari de Glen of Imaal, al comtat de Wicklow (Irlanda), la raça va ser reconeguda el 1934 per l'Irish Kennel Club i per l'American Kennel Club el 2004.

## Temperament
Es tracta d'un gos enèrgic i molt intel·ligent que necessita un cuidador fort i molta disciplina. No tenen por i són molt lleials, encara que poden arribar a ser agressius si no se'ls entrena de manera adequada. Són dòcils i tranquils, encara que pot treure l'agressivitat si se'l provoca. No hi ha cap registre de danys produïts per aquesta raça.
Com a terrier de treball és molt bo buscant per terra gràcies al seu olfacte i a la seva gran intuïció de presa, així que és capaç de tractar altres animals domèstics (gats, etc.) com si fossin les seves preses.